# 張元宰
張元宰，字錫賡，號息畊，安徽桐城人，出身桐城張氏。清朝翰林，官至翰林院編修。

## 生平
張元宰為康熙年間大學士張英玄孫。嘉慶七年（1802年）考中壬戌科二甲第五十名進士，選庶吉士，散館後授翰林院編修。